# Z’Zi Labor
A Z’Zi Labor magyar újhullámos popegyüttes.

## Története
A Z’Zi Labor 1985-ben alakult Budapesten. 1986 nyarán az Interpop Fesztivál előadói díját nyerték el az Utolsó tangó párizsival című dalukkal, ezt követően a Népstadionban a Queen előzenekaraként léptek fel. Feltűntek az 1987-ben bemutatott Moziklip című filmben is. Legismertebb a Nomen Est Woman című slágerük, a Rolling Stones Honky Tonk Woman című dalának jellegzetes átköltése. Az első Faképnél történő hagyás nevű albumukon jelent meg 1986-ban.  A videóklipjében a veresegyházi asszonykórus énekelte a refrént, akik a koncertjeiken is felléptek. Az együttessel közösen szélesebb körben ismertté tette Veresegyházat. 1985-ben mutatták be A Z’Zi bolygó titka című gyermekműsorukat a  Planetáriumban. Írója a zenekar frontembere, Janicsák István, rendezője és főszereplője, Gömöri V. István. Ezt követték a Zizi űrbázis jelentkezik, A csillagszemű robotok, A Betlehemi csillag című fantasztikus zene-játékok, melyeknek írója szintén Janicsák István, főszereplője és rendezője, Gömöri V. István. Ezen előadások hangjáték-változatát a Hungaroton hanglemezen is megjelentette.
Sárközi Anita 1988-ban csatlakozott a csapathoz, amikor Lőrincz Gabriella, Orosz László és Győrffy Sándor a Hetedik Kontinens együttest megalakítva távozott a zenekarból.
A Z'zi labor 1994-ben oszlott fel.

## Tagok
- Antal Sándor
- Sárközi Anita - ének
- Berkes Károly - basszusgitár, ének
- Győrffy Sándor - gitár, billentyű, szaxofon, fuvola
- Janicsák István - ének, szövegíró
- Lőrincz Gabriella - ének
- Orosz László - dob, ének
- Bálint Antónia - ének
- Gömöri V. István - harmonika, ének, színpadi látványtervező, videóklip rendező
- Tarczali Jenő - szaxofon, ének
- Szolnoki Pál - gitár, ének

## Diszkográfia
- Faképnél történő hagyás (Hungaroton-Pepita, 1986)
- A Zizi bolygó titka (Hungaroton, 1987)
- Popmenyecskék	(Hungaroton-Pepita, 1987)
- Ártatlan bájos férfiak (Hungaroton-Pepita, 1988)
- Zizi űrbázis jelentkezik (Hungaroton, 1988)
- Naiv rock (Hungaroton-Pepita, 1989)
- Csillagszemű robotok (Hungaroton, 1990)
- Z’Zi Labor 1986–1989 (Hungaroton-Pepita HCD-37347, 1990)
- Hirdessen Europlakáton (Music Labor, 1991)
- Csókolj homlokon (BMG, 1994)
- Ugyanaz másként (2004)

## Külső hivatkozások
- Allmusic.hu